# Assimilation (Soziologie)
Assimilation bezeichnet in der Soziologie die Angleichung einer gesellschaftlichen Gruppe an eine andere unter Aufgabe eigener Kulturgüter und ist demnach eine Form der Akkulturation und ein Prozess des Kulturwandels.
Der Schwerpunkt kann auf dem Prozess oder auf dem Ergebnis liegen. Für das Verständnis der Prozesse auf gesellschaftlicher Ebene ist die individuelle Assimilation von der Assimilation von Gruppen zu unterscheiden. Empirisch steht die Verschmelzung einer Minderheit mit der Mehrheit im Vordergrund. Assimilation kann auf kultureller (Übernahme von Sprache, Bräuchen und Sitten), struktureller (Platzierung auf dem Arbeitsmarkt, im Schulsystem u. ä.), sozialer (Kontakt zu Mitgliedern anderer Gruppen) und emotionaler Ebene erfolgen.
Umstritten ist, ob es sich beim Konzept der Assimilation um ein gezieltes Aufzwingen der Eigenschaften und Einstellungen der dominanten Gesellschaft (Dominanzkultur) handelt oder ob Assimilation lediglich empirische Voraussetzung zur Erreichung gleicher Lebenschancen darstellt, ohne dass damit eine Wertung der Eigenschaften von Minderheiten verbunden wäre.
Üblicherweise wird mit der Assimilation von Einwanderern die Annahme der Sprache (bei gleichzeitiger Aufgabe ihrer eigenen) und der Gewohnheiten und Bräuche ihres Aufnahmelandes verbunden. So wird, z. B. in Bezug auf das 19. Jahrhundert, auch von einer Assimilation der Juden (siehe unten) in die Mehrheitsgesellschaften ihrer Heimatländer gesprochen.
Die gezielte, auch insbesondere zwangsweise Herbeiführung einer Assimilation durch politische Maßnahmen wird als Assimilationspolitik bezeichnet. Als Beispiele weitgehender freiwilliger Assimilation gelten die in der neuen Gesamtgesellschaft aufgegangenen einstigen Einwanderergruppen in klassischen Einwanderungsländern wie Australien, Brasilien, Kanada, Neuseeland und den USA, oder auch die Ruhrpolen in Deutschland.

## Theoretische Ansätze
Die wichtigste und nach wie vor als anerkannt geltende Theorie der Assimilation stammt von dem amerikanischen Soziologen Milton M. Gordon, der sie 1964 aufstellte. Obwohl Gordon vom amerikanischen Beispiel ausging, ist es ihm gelungen, eine Theorie zu entwickeln, die sich auf andere Fälle übertragen ließ und sich in Einzelstudien bewährt hat. Er unterteilte den Prozess der Assimilation in sieben Stadien:
1. kulturelle Assimilation (cultural assimilation) – dieses Stadium bezeichnet er synonym auch als Akkulturation (acculturation)
2. strukturelle Assimilation (structural assimilation)
3. eheliche Assimilation (marital assimilation)
4. identifikationale Assimilation (identificational assimilation)
5. Assimilation durch Übernahme von Einstellungen (attitude receptional assimilation)
6. Assimilation durch Übernahme von Verhaltensweisen (behavior receptional assimilation)
7. Assimilation als (Voll-)Bürger (civic assimilation)

Die fünf letztgenannten Stadien werden in der jüngeren Literatur durchgehend der strukturellen Assimilation zugerechnet und gelten nicht mehr als eigenständige Form. Anders steht es mit den beiden ersten Stadien – oder Formen – der Assimilation, der kulturellen und der strukturellen. Sie sind der Teil von Gordons Theorie, der breite Rezeption gefunden hat und in modifizierter Form bis etwa 1990 als gültig erachtet wurde. Die strukturelle Assimilation impliziert wesentlich mehr als die kulturelle, nämlich die Verankerung in Bildungssystem, Arbeitsmarkt usw.
Wegen ihres Ethnozentrismus wurde die Vorstellung eines „Abschmelzens“ der ethnischen und familialen Bindungen zunehmend ersetzt durch die Vorstellung einer „Verschmelzung“ mit der neugewonnenen Identität im Sinne eines beiderseitigen Austauschprozesses.

So wird auch der Begriff der Assimilation von J. Milton Yinger definiert: 

„Assimilation ist ein Prozess der Entgrenzung (boundary reduction), der sich ereignen kann, wenn Mitglieder von zwei oder mehr Gesellschaften oder kleineren kulturellen Gruppen aufeinander treffen. Wenn man sie als abgeschlossenen Prozess betrachtet, ist sie [die Assimilation] die Vermischung von zuvor unterscheidbaren sozio-kulturellen Gruppen zu einer Einzigen. Wenn wir Assimilation jedoch als Variable ansehen, was meiner Ansicht nach unser Verständnis vertieft, stellen wir fest, dass Assimilation von den bescheidensten Anfängen von Interaktion und kulturellem Austausch bis hin zur gründlichen Verschmelzung der Gruppen reichen kann.“

Inzwischen wird der Assimilationsbegriff jedoch immer weiter differenziert. So unterscheidet der Psychologe James H. Sidanius, Professor für afroamerikanische Studien, Dominanz- und Konfliktforscher an der Harvard-Universität zwischen hierarchischer und autoritärer Assimilation. Eine hierarchische (und graduelle) Assimilation findet statt, wenn man sich einem Kulturideal (siehe die Debatte um eine deutsche „Leitkultur“) in Verhalten, Sprache usw. weitestmöglich anzupassen sucht. Sidanius verweist auf das Beispiel Frankreichs, wo es eine feste Vorstellung von einer „französischen Kultur“ gebe. Assimilation besteht dann in dem Versuch, die Differenz zu diesem Leitbild möglichst zu minimieren. In den Vereinigten Staaten herrsche ein autoritärer Modus der Integration vor. Diese bestehe darin, dass man bestimmte Regeln einhalte, ohne dass erwartet werde, dass man sich so verhält wie ein „Amerikaner“. Eine in diesem Sinne gelungene Assimilation kann also stark abweichendes soziales Verhalten, eine abweichende Sprache usw. implizieren. Die Ablehnung und Aggression gegenüber assimilationsbereiten Minderheiten können paradoxerweise sogar stärker ausfallen als die gegenüber Minderheiten, die an ihrer Separation festhalten. Die Ursache dafür wird darin gesehen, dass Assimilation die bestehenden sozialen Statusgrenzen gefährdet und die Statusabgrenzungsstrategien der dominanten Gruppen unterläuft. Gruppen mit stark ausgeprägter Status-Dominanz-Orientierung (SDO) reagieren mit Aggressionen gegen Gruppen, die die Statusgrenzen aufweichen.

## Assimilation der Juden
Die Frage der Judenassimilation war Ende des 19. bis Anfang des 20. Jahrhunderts in jüdischen Debatten stark präsent: „Die Frage nach Assimilation und Symbiose steht im engsten Zusammenhang mit der Definition des Jüdischseins.“ Die Assimilation verlief in den einzelnen Ländern unterschiedlich. Ausgeprägt war sie dort, wo sie in einem ausgeprägten Bürgertum einen Verbündeten finden konnte.
Ludwig Holländer verwies auf die intellektuelle und die psychische Leistung, die es verlangt, einerseits den (fortdauernden) Erwartungen der Ursprungsgruppe und andererseits den Ansprüchen der Zielkultur gerecht zu werden: „Stiefkinder müssen doppelartig artig sein.“
Gershom Scholem hielt eine Assimilation der Juden für aussichtslos: „Sehr breite Schichten der deutschen Juden waren zwar bereit, ihr Volkstum zu liquidieren, wollten aber, in freilich sehr verschiedenen Ausmaßen, ihr Judentum, als Erbe, als Konfession, ein undefinierbares und doch im Bewußtsein deutlich vorhandenes Element bewahren. Sie waren, was oft vergessen wird, zu jener totalen Assimilation, welche die Mehrheit ihrer Elite mit dem Verschwinden zu bezahlen bereit war, nicht bereit.“
Die politische Philosophin Hannah Arendt lehnte eine Assimilation der Juden in Deutschland ab und betonte die Eigenständigkeit der jüdischen Identität, auch wenn sie an keine Religion gebunden war.
Die Hoffnungen, die Juden mit der Assimilation verbunden hatten, wurden mit der Machtübernahme der Nationalsozialisten in den 1930er Jahren zunächst zerstört. Das infolge von Verfolgung und Holocaust zerbrochene Vertrauen konnte erst ab 1948 in den folgenden Jahrzehnten allmählich wiederhergestellt werden.

## Indigene Minderheiten
Die Assimilation traditioneller Gesellschaften (bzw. indigener oder Urvölker) als „Minderheiten im eigenen Land“ hat laut einiger Völkerkundler aufgrund der großen kulturellen Unterschiede und einer häufig traumatischen Beziehung zu den europäischen Kulturen diverse negative Konsequenzen:
- abnehmende Ethnizität und zunehmende Identifikation mit der modernen Kultur
- dabei häufig soziale „Entwurzelung“ und marginalisierter Lebensstil
- Traditionelle Wirtschaftsweisen verlieren ihre existentielle Bedeutung
- Autarke Subsistenzwirtschaft wird mehr und mehr durch abhängig machende Marktwirtschaft ersetzt
- Traditionelles Wissen, Muttersprache, Mythen, Riten und Sitten verschwinden zunehmend

Entsprechende Gegenbewegungen zur Assimilation sind Indigenisierung und Re-Indigenisierung.